# Jeg Er Væsel
Jeg Er Væsel (på engelsk: I Am Weasel) er en amerikansk animeret tv-serie produceret af Cartoon Network Studios i co-produktion med Hanna-Barbera, skabt af David Feiss og sendt på Cartoon Network. Dens grundlæggende forudsætning er en noget snoet tage på de klassiske børnerim " Pop Goes the Weasel", i virkeligheden, seriens kendingsmelodi, komponeret af Bill Fulton, og sunget af April March, er baseret på den velkendte musicalversion af rimmet.
Jeg Er Væsel var oprindelig en del af Ko og Kylling-programmet, ofte sendt som den tredje af tre segmenter i en episode, efter to Ko og Kylling-segmenter. Til sidst blev, Jeg Er Væsel udskilt til sin egen serie (ligesom Pinky og Brain blev udskilt fra Animaniacs eller hvordan Evil Con Carne kom fra Grum og Grusom) og blev sendt på kanalen fra 1997.

## Afsnit
| Sæson | Sæson | Afsnit | Oprindelig sendt | Oprindelig sendt  |
| Sæson | Sæson | Afsnit | Start            | Slut              |
| ----- | ----- | ------ | ---------------- | ----------------- |
|       | 1     | 13     | 22. juli 1997    | 16. december 1997 |
|       | 2     | 13     | 13. januar 1998  | 7. april 1998     |
|       | 3     | 13     | 13. august 1998  | november 1998     |
|       | 4     | 13     | Januar 1999      | April 1999        |
|       | 5     | 27     | 10. juni 1999    | 2000              |

## Karakterer
Serien består normalt af to menneskelignende dyrekatakterer: Jeg Er Væsel og IR Bavian. Begge figurer er »arter, som er foreslået af deres navne.
- Jeg Er Væsel er den yderst begavede og talentfulde hovedperson i serien. Han er en pæn ung væsel som, selv om han er berømt, ikke er snobbet og er forholdsvis generøs (i en episode donerede han sin nyre til en sygelig lille dreng i en nyretransplantation) og er den fornemme berømthed, der beundres af alle. Han er meget intelligent og har mange kompetencer (både sociale og praktiske) og er dygtig i de fleste kendte erhverv. Selvom Væsel aldrig har gjort ham noget, forsøger den anden hovedperson IR Bavian (se IR Bavian nedenfor) altid at overgå den beundrede væsel fordi han ønsker en tilsvarende eller bedre andel i beundring, men i modsætning til hans rival, er IR Bavian ekstremt idiotisk og målet for latterliggørelse på grund af hans lyse røde balder, men Væsel forsøger generøst at hjælpe sin ven. Væsel er ofte assiseret af en smuk kvinde ved navn Loulabelle, der kan lide at klæde sig som en sygeplejerske. Stemmelagt af: Lars Thiesgaard.

- I.R. Bavian er det stik modsatte af Væsel, som han altid forsøger at toppe for at være bedre end ham. Han er uintelligent, grim, villig til at snuse til sin finger halvdelen af tiden, og har intet talent for de fleste ting. IR er i besiddelse af en rød bagdel, som aldrig bærer bukser for at dække, og bliver derfor latterliggjort for det. Han er ofte afbildet ved at gøre det modsatte af hvad de fleste ville se som fornuftigt. Som Væsel er heldig, synes IR at være uheldig: for eksempel, da han var ved at blive gift, forelskede hans brud sig i en anden og efterlod ham alene ved alteret. IR er også adoptivfar af Baby Bedstefar, en baby, der blev efterladt på hans dørtrin i episoden "IR Mor" og IR opkaldte den efter sin bedstefar, som han i høj grad synes at respektere. I slutningen af episoden, voksede Bedstefar op. IR bærer en hvid T-shirt med hans navn håndskrevet på hovedet på forsiden af det. Han bor i en nedslidt trailer i nærheden af Væsels palæ. IR undlader at bruge ordentlig grammatik nogle gange, som titlerne på nogle af episoderne forklarer ("I Are Big Star", "I Are Music Man", "I Are Artist", "I Are Piccolo" osv.), og henviser også til sig selv i tredje-person . Han forsøger ofte at overgå Væsel i alt, og når han mener, at det er lykkedes ham, udfører han rutinemæssigt en sejrdans som består i at sætte sine hænder på hans hofter og hoppe rundt i en cirkel, mens han gentagne gange råber en erklæring om sin succes. Men i nogle episoder, viser Væsel og IR sig at være venner og partnere i stedet for rivaler, såsom da de var piloter ved at assistere en "air-migration"-fart, eller da de var afdøde spøgelser, der forsøgte at skræmme en D-film-skuespiller, spillet af Ham Den Røde. Stemmelagt af: Timm Mehrens
- Ham Den Røde (Stemmelagt af: Lars Thiesgaard)

## På andre sprog
- Kroatisk : Ja sam Lasica
- Dansk : Jeg er Væsel
- Estisk : Mina Olen NIRK
- Fransk : Monsieur Belette
- Tysk : Ich bin Wiesel
- Hollandsk : Ik godt Wezel
- Ungarsk : en vagyok Menyus
- Lettisk : Es esmu Zebiekste
- Litauisk : AS – Žebenkštis
- Norsk : EG Vesel
- Polsk : Jam Lasica
- Portugisisk : Eu Sou eller Máximo (i Brasilien )
- Rumænsk : [EU] sunt Nevăstuică
- Russisk : "Я – хорёк" (udtales "Ya – horjock" )
- Serbisk : Ја сам ласица
- Spansk : Soy Comadreja i Spanien, Comadreja Soy i Sydamerika